# بيبين الأحدب
الأمير بيبين  أو بيبين الأحدب (حوالي 769م – 811م) هو أمير فرنجي. كان الابن الأكبر غير الشرعي للملك شارلمان من جاريته النبيلة هيميلترود. منذ الولادة، عانى من مشاكل صحية خصوصاً كونه أحدب، مما جعل مؤرخين العصور الوسطى يعطونه كِنية «الأحدب». كان بيبين هو الوريث الشرعي للعرش بصفته الابن البكر للملك، وقد أثبت كفائته وجدارته كولي للعهد نظراً لشجاعته وقوته ومهارته في القتال والتخطيط للحرب، وقد شارك كذلك في مجموعة من حملات والده ولم تشكل له حدبته عائقاً أمام كل هذا. لكن في عام 792م، أصدر شارلمان قراراً بإزاحة الأمير بيبين من وراثة العرش لعدة أسباب منها كونه أحدباً وأن منظره لا يليق بملك إمبراطورية عظيمة. مستاءاً من هذا القرار، قام بيبين الأحدب بثورة ضد والده بمساعدة مجموعة من النبلاء الفرنجيين الأقوياء، لكن الانقلاب لم ينجح، وبدلاً من إعدام إبنه، قام شارلمان بنفيه إلى دير بروم بألمانيا، حيث أصبح كاهناً وتجرد من كل ألقابه الملكية، وأمضى كل حياته هناك حتى أصيب بمرض الطاعون ومات على إثره في المنفى عام 811م ودفن هنالك أيضاً.